# Vincent Pajot
Pour les articles homonymes, voir Pajot.
Vincent Pajot, né le 19 août 1990 à Domont, est un footballeur français. Il évolue au poste de milieu de terrain au FC Annecy.

## Biographie

### Formation et arrivée au Stade rennais
Vincent Pajot commence la pratique du football au Bouffémont ACF dans le Val-d'Oise, son département d'origine, en 1996. Trois ans plus tard, il rejoint le FC Saint-Leu où il demeure jusqu'en 2007. Il est alors repéré par le Stade rennais et rejoint son centre de formation en 2007, à près de dix-sept ans. Dès sa première saison, il remporte la Coupe Gambardella. En finale au stade de France face aux Girondins de Bordeaux, il est titulaire au milieu de terrain en compagnie de Yann M'Vila et Yacine Brahimi. À l'issue de cette même saison, il se voit décerner le titre de meilleur joueur du centre de formation rennais, récompense de ses efforts sur les plans scolaires et sportifs.
Les deux années suivantes, il évolue principalement avec la réserve rennaise en Championnat de France amateur, disputant 31 rencontres et marquant quatre buts en l'espace de deux saisons. En 2009, ses performances avec la réserve rennaise lui permettent d'être sélectionné en équipe de France des moins de 20 ans pour les Jeux de la Francophonie. Il y dispute deux rencontres. Lors de la saison 2009-2010, il est promu capitaine de la réserve par son entraîneur Laurent Huard, et obtient la signature de son premier contrat professionnel, d'une durée d'un an avec option pour deux années supplémentaires en mai 2010. Malgré cela, il commence la préparation de la saison 2010-2011 avec le groupe espoirs, et non avec le groupe professionnel.

### Débuts professionnels

#### En Ligue 2 avec l'US Boulogne
D'un commun accord avec le Stade rennais, il est prêté le 21 juillet 2010 à l'US Boulogne, en Ligue 2, après une période d'essai de quelques jours. Il fait ses débuts professionnels le 31 juillet 2010 en Coupe de la Ligue face au FC Nantes, remplaçant en cours de rencontre Vincent Bessat, puis marque son premier but pro le 20 août 2010 face au CS Sedan-Ardennes. Il s'installe alors comme titulaire au milieu de terrain avec le club du Pas-de-Calais. Grâce à ses bonnes performances en Ligue 2, il est retenu par Erick Mombaerts en équipe de France espoirs, d'abord pour un stage à Clairefontaine, puis un mois et demi plus tard pour une rencontre amicale face à la Russie. Il devient un joueur important de l'équipe d'Erick Mombaerts lors des éliminatoires de l'Euro espoirs 2013. À la fin de sa saison avec l'US Boulogne, il désire retrouver son club formateur pour faire ses débuts en Ligue 1.

#### Confirmation en Ligue 1 avec le Stade rennais
À son retour de prêt, il obtient la confiance de l'entraîneur du Stade rennais, Frédéric Antonetti, qui le fait jouer régulièrement, notamment pour les matchs de Ligue Europa. Il y marque son premier but pour Rennes face à l'Étoile rouge de Belgrade juste après son entrée en jeu, sur son premier ballon. Il dispute en tant que titulaire son premier match de Ligue 1 à l'occasion d'une rencontre sur le terrain de l'Olympique de Marseille gagnée par le Stade rennais 1 à 0. Il parvient à obtenir beaucoup de temps de jeu durant cette première saison en Ligue 1 et ambitionne de s'imposer davantage par la suite. Pour sa deuxième saison, il s'impose comme titulaire au milieu de terrain à la suite du départ de Yann M'Vila. Cependant lors de l'année 2013 sa progression est ralentie par des blessures : d'abord une déchirure aux ischio-jambiers qui l'éloigne des terrains durant six semaines, puis une pubalgie qui l'empêche de disputer la majeure partie de la saison 2013-2014. Il parvient cependant à marquer son premier but en Ligue 1 en ouvrant le score contre le Stade de Reims, le 10 août 2013.
Pour sa deuxième saison sous la direction de Philippe Montanier, il réalise la préparation en intégralité et commence le championnat en tant que titulaire au milieu de terrain. Il s'impose rapidement et devient indiscutable à son poste, en assurant l'équilibre entre le milieu défensif Gelson Fernandes et Abdoulaye Doucouré, au profil plus offensif. Il se blesse aux adducteurs au cours de la 26e journée, le 21 février 2015, face aux Girondins de Bordeaux. Alors qu'il avait participé à 21 rencontres de championnat jusque-là, cette blessure perturbe sa fin de saison puisqu'il ne dispute ensuite que 4 minutes, lors de la dernière journée, après celle-ci. Arrivant en fin de contrat, il quitte son club formateur à l'issue de cette saison.

### Nouveau challenge à Saint-Étienne
Le 2 juin 2015, l'AS Saint-Étienne annonce la signature pour quatre ans de l'ancien rennais, libre de tout contrat, où il remplace numériquement Landry N'Guemo, non conservé. Il retrouve d'anciens partenaires comme Kévin Théophile-Catherine ou bien Fabien Lemoine. Il est pour la première fois titulaire avec les Verts pour le compte de la 5e journée de Ligue 1 à Montpellier (victoire 1-2).
Il retrouve la Ligue Europa le 17 septembre 2015 lors de la réception de Rosenborg, près de trois ans après son dernier match européen. 
Le 3 mars 2017, lors d'un match face au SC Bastia (pour le compte de la 28e journée de Ligue 1), il se blesse à la tête dans un duel avec le joueur bastiais Nicolas Saint-Ruf qui reçoit ainsi un carton rouge (blessure nécessitant l'intervention de secouristes).

### Avec l'Angers SCO
Le 22 juin 2018, Vincent Pajot s'engage pour trois ans à l'Angers SCO. Barré dans l'entre-jeu par Cheikh Ndoye, Baptiste Santamaria ou encore Thomas Mangani, il ne débute que 10 rencontres de Ligue 1 pour 13 matchs disputés lors de la saison 2018-2019. Sa situation ne s'améliore pas l'exercice suivante, n'étant titularisé qu'à une seule reprise pour six apparitions lors de la première partie de saison 2019-2020.  

### Prêt au FC Metz, transfert définitif
Le 31 décembre 2019, il est prêté au FC Metz avec option d'achat jusqu'à la fin de la saison.
Prêté pour une saison au FC Metz avec option d'achat obligatoire en cas de maintien, il reste au club en raison de la 15e place des Grenats en Ligue 1 à l'arrêt du championnat dû à la pandémie de Covid-19, à la suite de la décision de la LFP de geler le classement. Le 10 juin 2020, il est définitivement lié aux Grenats jusqu'en 2022.Il est également connu pour son but face au girondins de Bordeaux qui permet au fc metz de reprendre la deuxième place à une journée de la fin du championnat de France de ligue 2.

## Statistiques
| Saison                | Club                  | Championnat           | Championnat | Championnat | Championnat | Coupe nationale | Coupe nationale | Coupe nationale | Coupe de la Ligue | Coupe de la Ligue | Coupe de la Ligue | Compétition(s) continentale(s) | Compétition(s) continentale(s) | Compétition(s) continentale(s) | Compétition(s) continentale(s) | Total | Total | Total |
| Saison                | Club                  | Division              | M.          | B.          | P.d.        | M.              | B.              | P.d.            | M.                | B.                | P.d.              | Comp.                          | M.                             | B.                             | P.d.                           | M.    | B.    | P.d.  |
| 2010-2011             | US Boulogne (prêt)    | Ligue 2               | 38          | 6           | 4           | 4               | 0               | 0               | 2                 | 0                 | 0                 | -                              | -                              | -                              | -                              | 44    | 6     | 4     |
| Sous-total            | Sous-total            | Sous-total            | 38          | 6           | 4           | 4               | 0               | 0               | 2                 | 0                 | 0                 | -                              | -                              | -                              | -                              | 44    | 6     | 4     |
| 2011-2012             | Stade rennais         | Ligue 1               | 20          | 0           | 0           | 1               | 0               | 0               | 1                 | 0                 | 0                 | C3                             | 6                              | 1                              | 0                              | 28    | 1     | 0     |
| 2012-2013             | Stade rennais         | Ligue 1               | 27          | 0           | 1           | 1               | 0               | 0               | 5                 | 0                 | 2                 | -                              | -                              | -                              | -                              | 33    | 0     | 3     |
| 2013-2014             | Stade rennais         | Ligue 1               | 14          | 1           | 0           | 1               | 0               | 0               | 1                 | 0                 | 0                 | -                              | -                              | -                              | -                              | 16    | 1     | 0     |
| 2014-2015             | Stade rennais         | Ligue 1               | 23          | 0           | 1           | 3               | 0               | 0               | -                 | -                 | -                 | -                              | -                              | -                              | -                              | 26    | 0     | 1     |
| Sous-total            | Sous-total            | Sous-total            | 84          | 1           | 2           | 6               | 0               | 0               | 7                 | 0                 | 2                 | -                              | 6                              | 1                              | 0                              | 103   | 2     | 4     |
| 2015-2016             | AS Saint-Étienne      | Ligue 1               | 28          | 1           | 1           | 2               | 0               | 0               | -                 | -                 | -                 | C3                             | 6                              | 0                              | 0                              | 36    | 1     | 1     |
| 2016-2017             | AS Saint-Étienne      | Ligue 1               | 21          | 3           | 0           | 1               | 0               | 0               | -                 | -                 | -                 | C3                             | 11                             | 0                              | 0                              | 33    | 3     | 0     |
| 2017-2018             | AS Saint-Étienne      | Ligue 1               | 20          | 2           | 2           | -               | -               | -               | 1                 | 0                 | 0                 | -                              | -                              | -                              | -                              | 21    | 2     | 2     |
| Sous-total            | Sous-total            | Sous-total            | 69          | 6           | 3           | 3               | 0               | 0               | 1                 | 0                 | 0                 | -                              | 17                             | 0                              | 0                              | 90    | 6     | 3     |
| 2018-2019             | Angers SCO            | Ligue 1               | 13          | 0           | 0           | -               | -               | -               | -                 | -                 | -                 | -                              | -                              | -                              | -                              | 13    | 0     | 0     |
| 2019-2020             | Angers SCO            | Ligue 1               | 6           | 0           | 1           | -               | -               | -               | 1                 | 0                 | 0                 | -                              | -                              | -                              | -                              | 7     | 0     | 1     |
| Sous-total            | Sous-total            | Sous-total            | 19          | 0           | 1           | -               | -               | -               | 1                 | 0                 | 0                 | -                              | -                              | -                              | -                              | 20    | 0     | 1     |
| 2019-2020             | FC Metz               | Ligue 1               | 7           | 0           | 3           | 1               | 0               | 0               | -                 | -                 | -                 | -                              | -                              | -                              | -                              | 8     | 0     | 3     |
| 2020-2021             | FC Metz               | Ligue 1               | 12          | 0           | 0           | 1               | 0               | 0               | -                 | -                 | -                 | -                              | -                              | -                              | -                              | 13    | 0     | 0     |
| 2021-2022             | FC Metz               | Ligue 1               | 30          | 1           | 0           | 1               | 0               | 0               | -                 | -                 | -                 | -                              | -                              | -                              | -                              | 31    | 1     | 0     |
| Sous-total            | Sous-total            | Sous-total            | 49          | 1           | 3           | 3               | 0               | 0               | -                 | -                 | -                 | -                              | -                              | -                              | -                              | 52    | 1     | 3     |
| 2022-2023             | FC Annecy             | Ligue 2               | 31          | 2           | 2           | 5               | 5               | 1               | -                 | -                 | -                 | -                              | -                              | -                              | -                              | 36    | 7     | 3     |
| 2023-2024             | FC Annecy             | Ligue 2               | 31          | 2           | 1           | 1               | 0               | 1               | -                 | -                 | -                 | -                              | -                              | -                              | -                              | 32    | 2     | 2     |
| 2024-2025             | FC Annecy             | Ligue 2               | 29          | 1           | 3           | 4               | 1               | 0               | -                 | -                 | -                 | -                              | -                              | -                              | -                              | 33    | 2     | 3     |
| 2025-2026             | FC Annecy             | Ligue 2               | 1           | 1           | 0           | -               | -               | -               | -                 | -                 | -                 | -                              | -                              | -                              | -                              | 1     | 1     | 0     |
| Sous-total            | Sous-total            | Sous-total            | 92          | 6           | 6           | 10              | 6               | 2               | -                 | -                 | -                 | -                              | -                              | -                              | -                              | 102   | 12    | 8     |
| Total sur la carrière | Total sur la carrière | Total sur la carrière | 351         | 20          | 19          | 26              | 6               | 2               | 11                | 0                 | 2                 | -                              | 23                             | 1                              | 0                              | 411   | 27    | 23    |

## Palmarès

### En club
- Stade rennais
  - Vainqueur de la Coupe Gambardella en 2008
  - Finaliste de la Coupe de la Ligue en 2013
  - Finaliste de la Coupe de France en 2014